# Язь (річка)
Язь — річка в Молдові та Україні, в межах Білгород-Дністровського району Одеської області. Права притока Каплані (басейн Чорного моря). 

## Опис
Довжина річки 16 км (в межах України — 14 км). Долина порівняно вузька і глибока. Річище слабозвивисте, влітку пересихає. Споруджено 2 ставки. 

## Розташування
Язь бере початок на південний захід від села Карахасань (Молдова). Тече спершу на південь, далі — переважно на південний схід. Впадає до Каплані на північ від села Стара Царичанка. 
Річка протікає через село  Крутоярівку. 